# 中环环保
安徽中环环保科技股份有限公司（英語：Anhui Zhonghuan Environmental Protection Technology Co., Ltd.；深交所：300692，简称：中环环保），是中国深圳证券交易所的一家上市公司，主营业务包括市政污水、工业废水处理、黑臭水体、湿地治理等水环境治理，以及垃圾焚烧发电、城乡垃圾资源化处理、污泥资源化处理等。
公司成立于2011年，由安徽中辰投资控股有限公司、张伯中出资设立。2017年8月21日在深圳证券交易所创业板上市。
2022年，公司实现营业收入14.05亿元，同比上升20.57%；实现净利润2.08亿元，同比上升2.83%。